# Кардаиловка
Кардаиловка (на руски: Кардаиловка) е село в Поворински район на Воронежка област на Русия.
Влиза в състава на селището от селски тип Мазурское.

## География

### Улици
- ул. Горская
- ул. Крыловская
- ул. Молодёжная
- ул. Нижняя
- ул. Школьная

## Население
| 2010 |
| ---- |
| 115  |

В селото е роден Георгий Конев – Герой на Съветския съюз.